# Lipstick (álbum)
Lipstick es el título del décimo álbum de estudio grabado por la cantautora de rock en español mexicana Alejandra Guzmán, Fue lanzado al mercado bajo el sello discográfico BMG U.S. Latin el 23 de marzo de 2004. Este material discográfico fue producido por Desmond Child, co-producido por William Edwards y Jules Gondar.

## Información
Nominado a dos premios Grammys, Mejor Álbum de Rock Vocal y Mejor Canción Rock por Lipstick.
En el repertorio se incluye, Tengo derecho a estar mal, una versión adaptada al español escrita originalmente por Joss Stone. A pesar de su reconocida producción por Desmond Child, el álbum se convirtió en un fracaso comercial debido a la escasa promoción por parte de su discográfica y por problemas personales de la cantante.

## Lista de canciones
| Lipstick |                                 | |          |  |
| N.º      | Título                          | Escritor(es) | Duración |  |
| 1.       | «Lipstick» (Versión en español) | Lisa Greene, Storm Lee, Ernest Domaniewski, Roger Russell, Thanh Nguyen Chi, Desmond Child, Alejandra Guzmán, Jodi Maureen | 3:13     |  |
| 2.       | «Creo en mí»                    | Andreas Carlsson, José D. García, Pete Lewinson, Stephen Lewinson, Aldo Caporuscio                                         | 3:15     |  |
| 3.       | «Sálvame»                       | Desmond Child, Beto Cuevas                                                                                                 | 3:30     |  |
| 4.       | «Hoy me voy a querer»           | Eric Bazilian, Desmond Child, Alejandra Guzmán, Ximena Muñóz, Nicole Hopkins, Marlow Rosado                                | 3:40     |  |
| 5.       | «Tengo derecho a estar mal»     | Desmond Child, Alejandra Guzmán, Ximena Muñóz, Marlow Rosado, Joss Stone, Betty Wright                                     | 5:00     |  |
| 6.       | «Mundos»                        | Desmond Child, Jodi Maureen, Juan Carlos Pérez Soto                                                                        | 2:50     |  |
| 7.       | «Un juego más»                  | Andreas Carlsson, Desmond Child, Alejandra Guzmán, Ximena Muñóz, Marlow Rosado, Harry Sommerdahl                           | 3:43     |  |
| 8.       | «Tu corazón»                    | Desmond Child, Alejandra Guzmán, Evan Lowenstein, Ximena Muñóz, Marlow Rosado                                              | 3:31     |  |
| 9.       | «Tú eres mi luz»                | Loris Ceronni, Ettore Grenci, Alejandra Guzmán, Ximena Muñóz, Marlow Rosado                                                | 3:10     |  |
| 10.      | «Supersexitada»                 | Desmond Child, Alejandra Guzmán, Jodi Maureen                                                                              | 3:06     |  |
| 11.      | «Lipstick» (Versión en inglés)  | Lisa Greene, Storm Lee, Ernest Domaniewski, Roger Russell, Thanh Nguyen Chi                                                | 3:13     |  |
| 37:49    |                                 | |          |  |

© MMIV. BMG Entertainment México. S.A. de C.V.

## Posicionamiento
| Lista (2004)                    | Posición |
| ------------------------------- | -------- |
| U.S. Billboard Latin Pop Albums | 15       |
| U.S. Billboard Top Latin Albums | 36       |

## Sencillos
- «Lipstick»
- «Tú eres mi luz»
- «Tengo derecho a estar mal»
- «Hoy me voy a querer»